# Хетеросексуално-хомосексуални континуум
Концепт хетеросексуално-хомосексуалног континуума (који се такође назива и континуум сексуалне оријентације) је психолошко и филозофско схватање људске сексуалности које сексуалну оријентацију тумачи као континуум у распону од потпуне хетеросексуалности до потпуне хомосексуалности. Овај концепт потиче од Алфреда Кинсија, који је 1940. вршио истраживања сексуалности. Значајан број Кинсијевих испитаника је пријавио бисексуалност различитог степена, уместо строге поделе на хомосексуалаце и хетеросексуалце како се раније претпостављало. Кинсијев рад је проширен од стране Фрица Клајна, који је поставио хипотезу да је сексуална оријентација динамичан процес са више променљивих, које укључују привлачност, понашање, фантазије, емоционалне и социјалне склоности, самоидентификацију и начин живота. Овај концепт континуума је значајано утицао на феминистички покрет и покрет за геј права током седамдесетих и осамдесетих година 20. века, када су академици и лидери покрета покушали да направе разлику између нечијег пола и друштвених, културних и психолошких аспеката рода и сексуалности.
Према Америчком удружењу психолога:
Сексуална оријентација је трајна емоционална, романтична, сексуална или афекциона привлачност према другима. Лако се разликује од других компоненти сексуалности, укључујући биолошки пол, родни идентитет (психолошки осећај појединца да ли је мушкарац или жена) и друштвене родне улоге (приврженост културним нормама за понашање мушкараца и жена). Сексуална оријентација постоји дуж континуума који се креће од искључиве хетеросексуалности до искључиве хомосексуалности и обухвата различите степене бисексуалности.[...]— 